# 水谷彩咲
水谷 彩咲（みずたに あやさ、1995年〈平成7年〉6月21日 - ）は、日本の女優、タレント、グラビアアイドル。東京都出身。HONEST所属。夫はプロサッカー選手の下田北斗。

## 経歴
中学3年の時、腰を骨折した祖母が参加するはずだった同窓会に同行したところ、その会合に参加していたカメラマンに撮影されたことがきっかけでオスカープロモーションと契約を結び、タレント・女優としてのキャリアを始める。
2019年、昭和シェル石油の8代目イメージパーソナリティとして活動したが、昭和シェルが出光興産と経営統合した影響もあってか、事実上最後のイメージパーソナリティとなっている。また同年にはアド三愛のイメージキャラクターとしても活動していた。
2020年7月、『ミスFLASH2021』にエントリーしファイナリストまで残ったが、受賞はならず。翌2021年3月5日から2022年12月31日まで「18代目ミニスカポリス 」として活動。同年4月1日付でオスカープロモーションからオムニアに移籍し、同8月20日に初のイメージビデオ「Smile Beauty」（ラインコミュニケーションズ）を発売。
2023年12月29日、プロサッカー選手（FC町田ゼルビア所属）の下田北斗と結婚。翌2024年9月、オムニアからHONESTに移籍したことを自身のSNSで発表。

## 人物
168センチの高身長、スレンダー体系。イメージビデオではY字形水着、ハイレグ、手ブラなども着用する。
- 血液型：A型
- 趣味：観劇、一人カラオケ、携帯ゲーム
- 特技：カラオケ

## 出演

### 舞台
- 2012年
  - 劇団14歳「教室短編集」
  - 「君とキミと星空に未来を描いた日」ルミナ役

- 2013年
  - 「神様と過ごした10日間」柏木茜役
  - 「問題のない私たち」

- 2020年
  - 劇団さかなふぃっしゅ 朗読001『アンドロイドは、人間に恋をするか？』安藤さん役
  - 『ミュージカルモンブラン〜黄昏のROUTE69〜』Aチーム春野サクラ役

- 2021年： 劇団水中ランナー『先の綻び』菜月役

- 2023年
  - “STRAYDOG”30th Anniversary Produce 女の子ものがたり（2023年3月4日 - 5日、ABCホール／2023年3月15日 - 19日、CBGKシブゲキ!!）[10]
  - “STRAYDOG”30th Anniversary Produce 夕凪の街 桜の国（2023年8月19日、広島県民文化センター／2023年9月1日 - 3日、新国立劇場小劇場）[11]
  - 舞台「けものフレンズ」 Re: JAPARI STAGE! ～おおきなみみとちいさなきせき～（2023年10月20日 - 31日、品川プリンスホテル クラブeX）- アフリカゾウ 役[12]

- 2024年
  - 劇団狼煙組「夢にまで見たポテチ」（2024年3月6日 - 10日、中野 ザ・ポケット）[13]
  - 劇団狼煙組「雨と無知 -REBORN-」（2024年11月15日、高田馬場ラビネスト）[14]

### CM
- 2017年：1本満足バー（アサヒグループ食品）「マンゾクな空の下編」
- 2018年
  - KOSEサンカット「うっかりパトロール編」
  - ハズキルーペ「クラブ編」
  - 三井住友海上
- 2023年：ソニーネットワークコミュニケーションズ『NUROモバイル』Web CM

### TV
- 2014年
  - NTV「嵐にしやがれ」
  - CX「OV監督」
  - NTV「行列のできる法律相談所」再現VTR

- 2016年
  - TBS番組枠「カイモノラボ」内　C Channelコーナー
  - TBS「内村とザワつく夜」再現VTR
  - NTV「行列のできる法律相談所」再現VTR
  - TBS「テレビ未来遺産」伝説の引退SP　再現VTR

- 2017年
  - J:COM『ジモスポ』
  - 貴族探偵 第9話（フジテレビ） - 喜多見切子代 役

- 2022年：おいハンサム!! 第3話・第7話・最終話（1月22日・2月19日・26日、東海テレビ・フジテレビ） - 恵美 役

- 2024年：おいハンサム!!2 第4話（4月27日、東海テレビ・フジテレビ） - 恵美 役

### スチール
- 進研ゼミ 高1講座
- 東京個別指導学院
- ソニー
- NTT西日本「どーんと学割」
- ビール酒造組合
- コカコーラジャパン「コカコーラ」女子高校生役
- 「お茶の水ゼミナール」
- 「アド三愛」
- 「三菱地所レジデンス」
- 「どーんと学割」

### キャンペーン
- 昭和シェル8代目イメージパーソナリティ

- アド三愛イメージキャラクター

### イベント
- 2014年：YAMAHA「PA５」新商品発表会
- 2017年：FRauxフォルクスワーゲン「New up！LAUNCH PARTY」ファッションショーモデル

### WEB
- 2014年：映画「渇き。」プロモーションビデオ
- 2015年：ホテルベルラシック東京
- 2016年
  - サノフィ
  - パナソニック「ディスプレイ」女子学生役
  - セブンイレブン　セブンプレミアム「すっきり美脚　『透明すぎるストッキング』篇」
- 2020年：AQUA/Prette

### VTR
2014年「面接DVD　AO入試・推薦入試編」桜井茜役